# Фініш
Фініш (рум. Finiș) — село у повіті Біхор в Румунії. Адміністративний центр комуни Фініш.
Село розташоване на відстані 383 км на північний захід від Бухареста, 55 км на південний схід від Ораді, 98 км на захід від Клуж-Напоки, 129 км на північний схід від Тімішоари.

## Населення
За даними перепису населення 2002 року у селі проживали 1768 осіб.
Національний склад населення села:
| Національність | Кількість осіб | Відсоток |
| -------------- | -------------- | -------- |
| угорці         | 969            | 54,8%    |
| румуни         | 761            | 43,0%    |
| цигани         | 35             | 2,0%     |

Рідною мовою назвали:
| Мова      | Кількість осіб | Відсоток |
| --------- | -------------- | -------- |
| угорська  | 964            | 54,5%    |
| румунська | 771            | 43,6%    |
| циганська | 29             | 1,6%     |